# 段承恩
段承恩（1503年—？年），字德夫，號午峯，雲南等處承宣布政使司雲南府晉寧州人，明朝政治人物。

## 生平
辛卯雲貴鄉試第二名舉人，嘉靖十一年（1532年）壬辰科会试四十五名，廷试二甲七十五名進士。觀工部政，授工部主事，改監察御史，陞辰州府知府。

## 家族
曾祖段吉祥，祖段俊，父段永盛，母楊氏。